# カービングマシン
カービングマシン（英：carving machine, carver）とは、義肢のソケットなどを切削・研磨するために用いる工作機械。作業内容に応じて回転軸先端に様々な形状の刃物やサンディングコーンなどを交換する。義肢装具製作専用の機械であるが、厚生労働省により義肢装具の製作に必要な標準的な設備に挙げられており、補装具業者登録基準の要件となっている市区町村もある。
卓上式のものや据付式のもの、回転数が定速のものや変速のものなどさまざまな種類がある。